# Ibrahim Abboud
Ibrahim Abboud (Suaquém, 26 de outubro de 1900 – Cartum, 8 de setembro de 1983) foi um político e general sudanês. Atuou como o chefe de Estado do Sudão entre 1958 e 1964 e como presidente do Sudão em 1964; no entanto, ele logo renunciou, terminando primeiro período do regime militar do Sudão.

## Inicio de vida e carreira militar
Ibrahim Abboud nasceu em 26 de outubro de 1900 em Suaquém, no Mar Vermelho. Ele estudou engenheira no Gordon Memorial College e no Military College em Cartum. Ele entrou no comissionado do exército egípcio em 1918 e foi transferido para a Força de Defesa do Sudão em 1925, após sua criação e separação do exército egípcio. Durante a Segunda Guerra Mundial, serviu na Eritreia e Etiópia, com a Força de Defesa do Sudão e com o exército britânico no norte da África. Após a guerra, Abboud subiu rapidamente para o posto de comandante da Força de Defesa do Sudão em 1949 e virou subcomandante em 1954, Após a declaração de independência do Sudão em 1956, ele foi nomeado comandante chefe das forças militares sudanesas.

## Governo
Tomou o poder através de um golpe militar em ocorrido em 1958, e logo depois a constituição provisória foi suspensa e todos os partidos políticos dissolvidos. O preço do algodão sudanês foi reduzido e o excedente da safra de 1958 e da safra abundante de 1959 foi vendido, facilitando a crise financeira. Foi alcançado um acordo com o Egito a respeito da divisão das águas do Nilo e o reconhecimento da independência do Sudão que ajudaram a cessar os conflitos na fronteira. No ano de 1961, foi lançado um ambicioso plano de desenvolvimento econômico de 10 anos, destinado a acabar com a dependência do Sudão das exportações de algodão e de muitas importações estrangeiras de manufaturados.
Abboud conseguiu lidar com importantes problemas econômicos e melhor as relações externas, mas fez poucas tentativas de capitalizar seus sucessos para criar seguidores políticos fora do exército. Sua independência política certamente permitiu que ele agisse de forma decisiva, mas suas ações freqüentemente alienavam grandes segmentos da população, que seu governo finalmente precisava permanecer no poder sem recorrer à força. Ele procurou atender às demandas da população por maior participação no governo, instituindo um sistema de governo representativo local e a construção de um conselho central.
No sul do Sudão, não árabe e não muçulmano, o governo era considerado arbitrário, e produziu uma reação mais negativa do que no norte. O programa de arabização e islamização do governo no sul provocou greves nas escolas e revolta aberta na área rural. A oposição ao governo foi recebida por força, e muitos sulistas fugiram como refugiados para países vizinhos. Em 1963, o conflito aumentou para uma guerra civil na qual as tropas do norte se mantinham nas cidades enquanto os guerrilheiros do sul controlavam mais o campo. As forças de Abboud foram responsáveis por um grande número de mortes nas cidades de Kodok, Yei e Maridi e no geral, seu governo foi responsável pela morte de mais sudaneses do que qualquer outro chefe de estado até Omar al Bashir. No ano de 1964, ele renunciou em consequência de um levantamento popular em Cartum e dos desdobramentos da guerra civil, fazendo a transição para um governo civil provisório, encerrando assim o primeiro período de regime militar da República do Sudão.
Abboud viveu na Grã-Bretanha por vários anos, mas morreu em Cartum em 8 de setembro de 1983, aos 82 anos de idade.